# Fauve
Cet article concerne les animaux surnommés. Pour les articles homonymes, voir Fauve (homonymie).
 (février 2014).

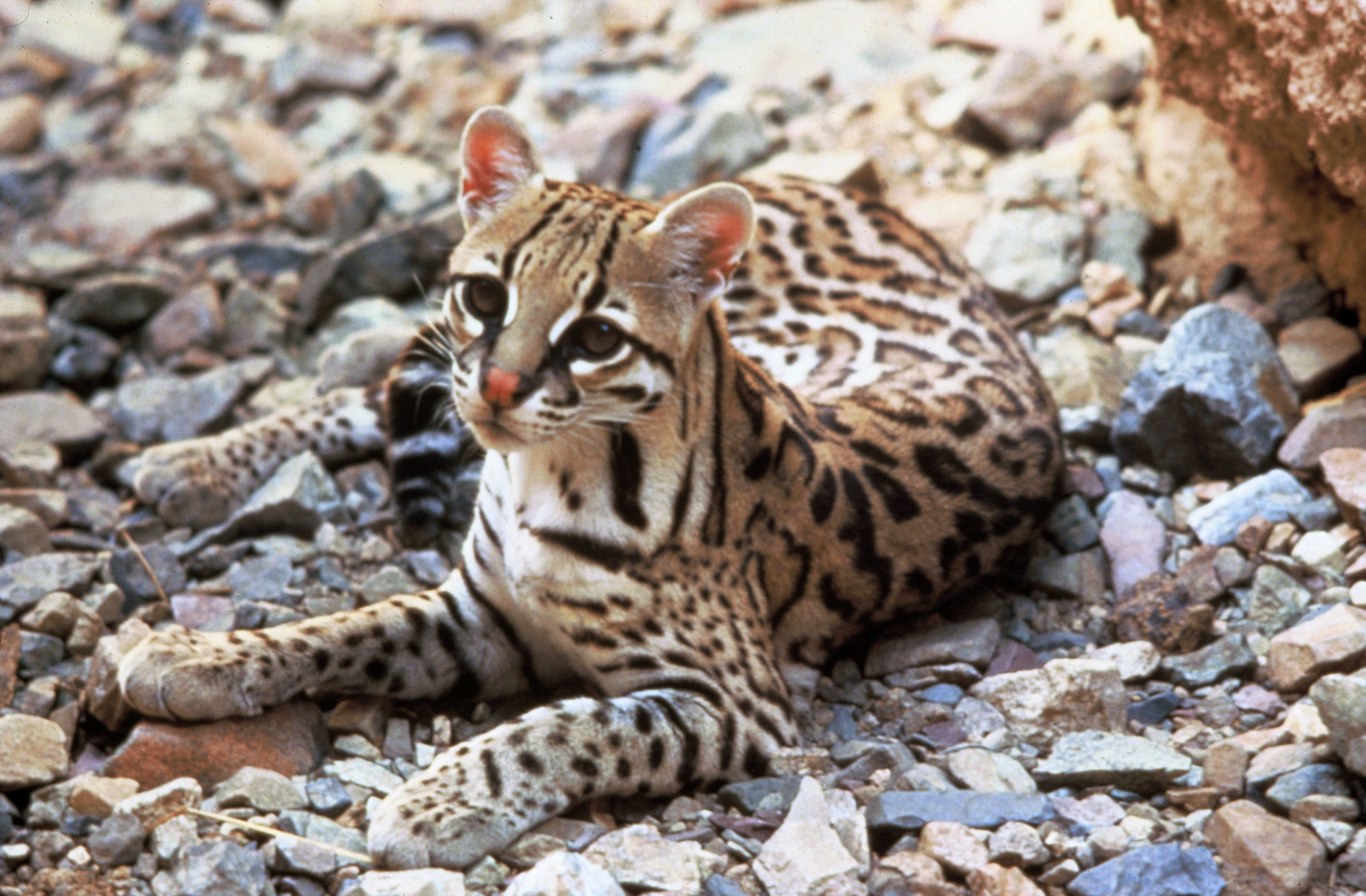
L'ocelot (Leopardus pardalis) est un petit fauve.

Fauve se réfère au sens large aux mammifères carnivores, et en particulier aux moyens à grands félins. Ce terme  est également employé pour distinguer les grands félins — grands fauves — du chat domestique et des autres petits félidés. Les fauves sont apparus en Europe il y a environ 40 millions d'années d'après différents fossiles retrouvés. Ils ont ensuite colonisé le reste de la Terre et se sont adaptés à des habitats très diversifiés : forêt, savane, climat aride, tropical ou polaire… Les fauves sont des carnivores. Les carnivores se distinguent par des caractéristiques dentaires spécifiques : canines en forme de crocs et des dents carnassières servant à broyer et à trancher la viande.
La famille des fauves comprend 38 espèces différentes allant du lion d'Afrique au chat domestique. Les félins sont au sommet de la chaîne alimentaire et sont donc des prédateurs. Ils se sont adaptés à des milieux très différents. Ils ont colonisé tous les continents à l’exception de l'Australie et de l'Antarctique. Les fauves ont changé au point de vue comportemental mais aussi au niveau morphologique. Leur dentition a beaucoup évolué pour passer des dents de sabre à des crocs et pour passer de prémolaires en carnassières. Leurs dents et leurs griffes constituent des armes redoutables et c'est grâce à ces dernières que les fauves sont de si bons chasseurs.
Pourtant, certaines espèces sont menacées d'extinction en partie à cause de l'être humain qui, soit détruit leur habitat, soit les chasse pour leur fourrure ou leurs organes. Les fauves sont protégés internationalement ce qui a permis aux populations des espèces d'augmenter et d'assurer leur descendance.

## Évolution
Le museau des fauves s'est raccourci et les yeux se sont petit à petit positionnés vers l'avant pour permettre aux deux champs visuels de se regrouper et d'ainsi donner aux félins une vision stéréoscopique. Les fauves ont moins de dents que la plupart des carnivores et leurs mâchoires ne permettent qu'un mouvement vertical. Les canines sont des armes redoutables : elles sont conçues pour saisir les proies et de leur infliger une blessure mortelle. Les griffes rétractiles ne sont pas quant à elles une caractéristique féline car d'autres carnivores ont également la capacité de rentrer leurs griffes.

## Taxonomie
Les fauves sont regroupés dans la famille des Felidae, elle-même subdivisée en deux sous-familles actuelles :
- les Pantherinae (ou grands fauves), comprenant notamment :
  - le Jaguar (Panthera onca), en Amérique, de la frontière États-Unis-Mexique à la majeure partie de l'Amérique centrale et de l'Amérique du Sud,
  - le Léopard (Panthera pardus), en Asie et en Afrique,
  - le Lion (Panthera leo), en Afrique subsaharienne et dans la forêt de Gir (Inde),
  - le Tigre (Panthera tigris), en Asie,
  - la Panthère des neiges (Panthera uncia), dans les montagnes d'Asie centrale ;
- les Felinae (ou petits fauves), comprenant notamment :
  - le Caracal (Caracal caracal),
  - le Guépard (Acinonyx jubatus),
  - le Jaguarondi (Herpailurus yagouaroundi),
  - les lynx,
  - l'Ocelot (Leopardus pardalis), au Texas et en Amérique centrale et du Sud,
  - le Puma (Puma concolor), en Amérique du Nord et du Sud,
  - le Serval (Leptailurus serval).

## Caractéristiques communes
Les fauves ont évolué selon des facteurs difficilement appréciables. Pourtant ceux-ci sont au sommet de la chaîne alimentaire et leur diversité suppose celle de leurs proies liées à des ressources alimentaires et à un climat propres à leurs habitats.
Tous les carnivores ont hérité de traits qui leur sont propres comme la transformation des prémolaires en carnassières ainsi que des longues canines tranchantes. Dans la famille des carnivores, ce sont les félins qui ont le plus poussé les caractéristiques propres à celle-ci (évolution du squelette, des muscles…) mais pourtant ils sont l'espèce la moins variée anatomiquement (un chat a de nombreuses ressemblances physiques avec un lion hormis la taille).

## Des fauves sur la planète entière
Les grands fauves ont vu leur aire de répartition se restreindre sous l'action de l'être humain.
Jadis, dans l'Antiquité, les lions vivaient sur l'ensemble du continent africain, en Europe du Sud-Est et au Moyen-Orient jusqu'en Inde.
Au cours des XIXe et XXe siècles, un certain nombre de sous-espèces et de populations locales de grands fauves ont disparu, dont les lions de l'Atlas et du Cap, les tigres de Bali, de Java et de la Caspienne, le léopard de Barbarie et le guépard indien. De nombreuses espèces de fauves viennent d'Afrique, et ces derniers sont répartis un peu partout sur le continent. On retrouve des fauves tels que des lions, des panthères, des guépards, des caracals, des servals, etc. Les panthères sont les fauves les plus « répartis ». En effet, on les retrouve en Afrique et également en Asie.
En Asie, le territoire des fauves est moins étendu qu'en Afrique et on retrouve des espèces comme les tigres, les lions d'Asie, les panthères des neiges, etc.
En Amérique, seuls les pumas peuplent l’entièreté du continent, allant du Canada au cap Horn. Les autres fauves, tels que les jaguars, les ocelots, les jaguarondis, vivent le plus généralement en Amérique centrale ou en Amérique du Sud.
La seule espèce propre à l'Europe se trouve en Espagne : il s'agit du lynx d'Espagne ou lynx pardelle.

## Adaptation
Étant donné que les fauves sont éparpillés dans le monde entier, ils ont dû s'adapter aux différents milieux. Les conditions dans ces derniers sont parfois extrêmes et peuvent varier d'une température aride, comme en Afrique, à une température glaciale, comme en Sibérie. Ces adaptations sont dues à des modifications morphologiques. Par exemple, les chats des sables ont un pelage couleur sable leur permettant de se camoufler aux yeux des prédateurs ou des proies, des poils poussent entre leurs doigts pour protéger leurs coussinets du sable brûlant. Il en va de même pour les fauves des grands froids comme le tigre de Sibérie. De longs poils drus poussent sur les pattes ainsi que sur le dos pour les isoler du froid. Les pumas, qui vivent en altitude, ont des narines plus larges que les autres pour aspirer plus d'oxygène à chaque inspiration. Certains fauves se sont même adaptés à des milieux aquatiques.

## Menace
Les fauves sont menacés par l'homme. En effet, ce dernier détruit leurs habitats et ceux de leurs proies, les chasse pour leur fourrure ou encore leurs organes (souvent utilisées dans les remèdes de médecine locale). Tous ces facteurs ont fait qu'au XXe siècle la population de certaines espèces avait diminué presque de moitié. Pour y remédier, les autorités ont inclus les fauves dans la convention sur le commerce international des espèces de faune et de flore sauvages menacées d'extinction. Les populations des espèces ont de nouveau augmenté mais il reste difficile de protéger les fauves dans certains pays.

## Note
Utilisé comme adjectif de couleur, fauve désigne un ton ocre tire sur le roux, généralement utilisé pour parler de la couleur des poils, notamment de ces grands félins.
1. ↑  Cyndia dit, « Origines des félins : l'évolution complète expliquée ici ! »(Archive.org • Wikiwix • Archive.is • Google • Que faire ?), sur Les félins, 21 mai 2018 (consulté le 11 octobre 2020).
2. ↑  « Pantherinae », sur www.manimalworld.net (consulté le 11 octobre 2020).
3. ↑  Étymologiquement, le mot a d'abord été utilisé comme adjectif et ce n'est qu'ensuite par métonymie que son emploi comme nom commun s'est répandu. CNRTL.